# 安托諾夫An-2
安-2是一种单引擎双翼飞机，现主要为农业用途，由苏联安东诺夫设计局于1946年设计。
安-2的用途非常廣泛，除了農業用途外，它亦可用作輕量運輸、降傘運動等用途。由於安-2飛行較慢及對降落場地的要求較低，因此能使用跑道較短及設備較差的機場。此外，部分特製型號更能適應嚴寒或其他惡劣環境。
安-2於1947年投產，主生產線於1991年停產，總產量超過18,000架。其近45年長的投產期曾經是健力士世界紀錄，目前已被C-130運輸機取代。

## 使用國
中华人民共和国
北韓看重其木質機身，針對南韓的防空雷達有較好的匿蹤性，目前仍用於朝鮮人民軍的傘兵部隊或特戰部隊空降使用。

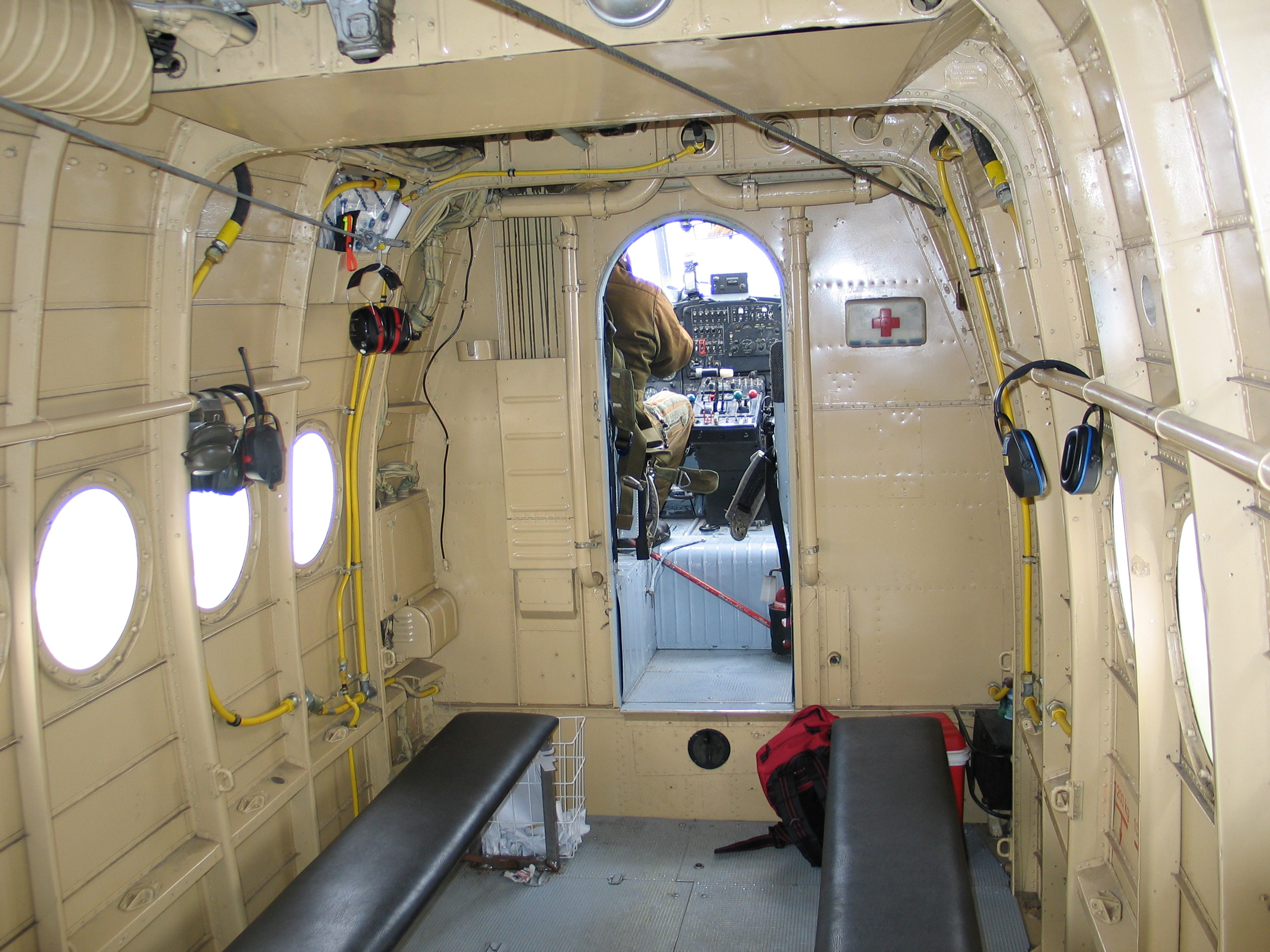
機內艙